# Ali Ibrahim Alievski
Ali Ibrahim Alievski (født 13. august 1988) er en dansk volleyballspiller. Han spiller i Gentofte Volley. Han har spillet otte landskampe for Danmark.